# 하동 법성선원 육경합부
하동 법성선원 육경합부(河東 法成禪院 六經合部)는 대한민국 경상남도 하동군 옥종면에 있는 책이다. 2015년 7월 30일 경상남도의 유형문화재 제589호로 지정되었다.

## 지정 사유
《육경합부(六經合部)》는 조선 전기 유행했던 《금강경》, 《화엄경 보현행원품》, 《능엄신주: 대불정수능엄신주》, 《불설아미타경》, 《법화경 보문품》, 《관세음보살예문》의 6개의 경전을 하나로 모아 1책으로 편집한 책이다.
이 책은 《금강경(金剛般若波羅密經)》이 제외된 이른바 ‘五經’을 합하여 놓고도, 그 표지(表紙)에는 ‘육경합부(六經合部)’라고 지칭하고 있으며, ‘불분권(不分卷) 1책’으로 제본(製本)된 목판본(木板本)으로 되어 있다. 권말(卷末)에 ‘成化二年丙戌秋七月上澣山人淸寒跋…’이라는 기록이 있어 ‘1466년’에 그 간행의 발문(跋文)이 작성되었음을 알 수 있다.
제책(製冊)의 형태는 ‘오침안선장본(五針眼線裝本)’으로 확인된다. 판식(板式)은 사주단변(四周單邊)에, 반곽(半郭)의 크기는 세로18.9cm에 가로12.8cm이며, 계선이 없고(無界), 8행(行) 17자(字)로 배열되어 있다.
비록 《금강경》이 생략된 ｢육경합부｣이지만, ‘1466년’에 그 간행과 관련한 발문(跋文)이 당시의 목판에 조조(雕造)되어 인쇄된 점 등은 귀중한 자료적 가치를 지니고 있다.

## 참고 자료
- 하동 법성선원 육경합부 - 국가유산청 국가유산포털